# Caraipa parvifolia
Caraipa parvifolia är en tvåhjärtbladig växtart som beskrevs av Jean Baptiste Christophe Fusée Aublet. Caraipa parvifolia ingår i släktet Caraipa och familjen Calophyllaceae. Inga underarter finns listade i Catalogue of Life.